# Religión en América Latina
Antes de la llegada de los europeos, en los actuales países de América Latina se profesaban las religiones étnicas americanas, que pertenecen a la familia de religión "Animistas". Las tres potencias que gobernaron el territorio de América Latina (España, Portugal y Francia) eran católicas, acompañados de los esclavos africanos que inicialmente trajeron sus propias religiones étnicas. La religión católica se reforzaría por importantes llegadas de italianos, irlandeses, alemanes del sur, así como armenios y libaneses cristianos durante los siglos XIX y XX. 
Posterior a la época emancipadora y la formación moderna de las sociedades, la población de América Latina se caracterizaba por pertenecer casi enteramente en la Iglesia católica; pero internamente, las tradiciones y costumbres religiosas eran bastante diversas, ya que dentro del catolicismo se formaron sincretismos religiosos junto con religiones étnicas, sean americanas o africanas, al igual que las su  católicas locales italianas, libanesas, etc. Este mosaico interno de religiosidad marco la cosmovisión de muchas generaciones contemporáneas.
A partir del siglo XXI, la religiosidad católica y toda la diversidad interna que conllevaba ha perdido influencia, en cosmovisión e identificación, primeramente por el crecimiento de muchas otras denominaciones (especialmente protestantes o también llamados evangélicos) que confrontan teológicamente la cristiandad latinoamericana post-colonial pero recientemente ha habido un importante repunte hacia la secularización o abandonar todo lo referente a religión. En menor medida, también algunos latinoamericanos han buscado otras afiliaciones religiosas distintas al cristianismo (especialmente el Islam, judaísmo y budismo) traídas igualmente por inmigrantes, así como del auge de movimientos espirituales referentes a la Nueva Era que, aunque no son formalmente una religión, empujan a muchos latinoamericanos a abandonar parcial o totalmente el catolicismo. 
El catolicismo es la fe más seguida en Latinoamérica. Los grupos o movimientos protestantes, que están creciendo, están en segundo lugar. En los años veinte, se refleja que el catolicismo ha perdido número de creyentes en los países de Brasil, Haití y República Dominicana. Aun así cabe destacar qué los católicos se encuentran entre 55% a 60% en República Dominicana y Haití, y Brasil en un 70%. Y en cuanto a listado de religiones, en El Salvador, Guatemala, Honduras, y Uruguay se encuentra presente un 50% respecto a los católicos debido al incremento de secularismo. Según encuestas de identificación religiosa, en México representa a más del 96% de la población, en Paraguay más de un 88% sigue afiliada al catolicismo, mientras que los católicos en Bolivia, Colombia, Ecuador, Panamá y Perú se hallan entre el 75 % y 80 % de los habitantes teniendo una gran fe y devoción. En cuanto a la región franco-canadiense de Quebec, los católicos representaron el 74 % de los habitantes en el censo de 2011. Los latinos en Estados Unidos en 2020 llegaron a 18,8 %, Los latinos forman gran parte del incremento del catolicismo en los Estados Unidos, tanto qué el 57 % de los latinos se identificaron cómo católicos.

## Datos de distribución de religiones en América Latina
Según datos de Latinobarómetro, se actualizaron los resultados de las encuestas realizadas por país. Estas encuestas son actualizadas cada año , sin embargo, por la pandemia de COVID-19 no hubo actualización de los años 2021 y 2022 . Los últimos datos son actualizados al año 2023. En cursiva las religiones predominantes de cada país. El catolicismo registro una caída del 55,8 % al 53,8 % en tres años produciéndose fuertes caídas en Centroamérica y en el Caribe sudamericano, una tendencia que ha ido a la baja desde el inicio del siglo XXI. El protestantismo ha aumentado drásticamente del 21,4 % al 25,3 % aumento del casi 4 % en tres años, los países donde se registró un mayor aumento fueron Costa Rica, Panamá, República Dominicana y Venezuela. La irreligión se mantuvo prácticamente igual en el 17 %. Las otras religiones se mantienen con datos estables. La rama más grande del catolicismo en América Latina es el catolicismo romano , mientras la rama más grande del protestantismo en América Latina es el evangelicalismo.
| País                 | Datos de religiones por país según Latinobarómetro (en porcentaje) | Datos de religiones por país según Latinobarómetro (en porcentaje) | Datos de religiones por país según Latinobarómetro (en porcentaje) | Datos de religiones por país según Latinobarómetro (en porcentaje) | Datos de religiones por país según Latinobarómetro (en porcentaje) | Datos de religiones por país según Latinobarómetro (en porcentaje) | Datos de religiones por país según Latinobarómetro (en porcentaje) | Datos de religiones por país según Latinobarómetro (en porcentaje) | Datos de religiones por país según Latinobarómetro (en porcentaje) | Datos de religiones por país según Latinobarómetro (en porcentaje) | Datos de religiones por país según Latinobarómetro (en porcentaje) | Datos de religiones por país según Latinobarómetro (en porcentaje) | Datos de religiones por país según Latinobarómetro (en porcentaje) | Datos de religiones por país según Latinobarómetro (en porcentaje) | Datos de religiones por país según Latinobarómetro (en porcentaje) | Datos de religiones por país según Latinobarómetro (en porcentaje) |
| País                 | Catolicismo                                                        | Catolicismo                                                        | Catolicismo                                                        | Catolicismo                                                        | Protestantismo                                                     | Protestantismo                                                     | Protestantismo                                                     | Protestantismo                                                     | Irreligión                                                         | Irreligión                                                         | Irreligión                                                         | Irreligión                                                         | Otras religiones                                                   | Otras religiones                                                   | Otras religiones                                                   | Otras religiones                                                   |
| País                 | 2023                                                               | 2020                                                               | 2015                                                               | 2010                                                               | 2023                                                               | 2020                                                               | 2015                                                               | 2010                                                               | 2023                                                               | 2020                                                               | 2015                                                               | 2010                                                               | 2023                                                               | 2020                                                               | 2015                                                               | 2010                                                               |
| -------------------- | ------------------------------------------------------------------ | ------------------------------------------------------------------ | ------------------------------------------------------------------ | ------------------------------------------------------------------ | ------------------------------------------------------------------ | ------------------------------------------------------------------ | ------------------------------------------------------------------ | ------------------------------------------------------------------ | ------------------------------------------------------------------ | ------------------------------------------------------------------ | ------------------------------------------------------------------ | ------------------------------------------------------------------ | ------------------------------------------------------------------ | ------------------------------------------------------------------ | ------------------------------------------------------------------ | ------------------------------------------------------------------ |
| Argentina            | 67,8                                                               | 54,6                                                               | 77,5                                                               | 75,9                                                               | 6,6                                                                | 8,5                                                                | 10,2                                                               | 8,2                                                                | 22,8                                                               | 36,0                                                               | 9,5                                                                | 13,3                                                               | 2,8                                                                | 2,8                                                                | 2,8                                                                | 2,8                                                                |
| Bolivia              | 65,9                                                               | 64,7                                                               | 75,0                                                               | 76,0                                                               | 20,0                                                               | 21,4                                                               | 19,6                                                               | 18,0                                                               | 9,7                                                                | 9,2                                                                | 4,3                                                                | 4,8                                                                | 4,4                                                                | 4,7                                                                | 1,1                                                                | 1,2                                                                |
| Brasil               | 53,6                                                               | 54,7                                                               | 57,8                                                               | 65,6                                                               | 27,0                                                               | 26,2                                                               | 23,8                                                               | 22,2                                                               | 15,8                                                               | 13,9                                                               | 14,0                                                               | 9,3                                                                | 3,6                                                                | 5,2                                                                | 4,4                                                                | 2,9                                                                |
| Colombia             | 64,8                                                               | 70,2                                                               | 75,9                                                               | 75,6                                                               | 17,5                                                               | 17,2                                                               | 16,8                                                               | 13,9                                                               | 16,4                                                               | 10,8                                                               | 7,1                                                                | 8,7                                                                | 1,3                                                                | 1,8                                                                | 0,2                                                                | 1,8                                                                |
| Costa Rica           | 26,8                                                               | 54,8                                                               | 61,6                                                               | 67,0                                                               | 56,3                                                               | 27,0                                                               | 23,6                                                               | 21,6                                                               | 16,9                                                               | 14,6                                                               | 12,6                                                               | 9,4                                                                | 0,0                                                                | 3,6                                                                | 2,2                                                                | 2,0                                                                |
| Chile                | 57,4                                                               | 52,6                                                               | 48,9                                                               | 61,4                                                               | 10,0                                                               | 8,8                                                                | 9,3                                                                | 18,5                                                               | 31,6                                                               | 37,4                                                               | 36,1                                                               | 18,5                                                               | 1,0                                                                | 1,2                                                                | 5,7                                                                | 1,6                                                                |
| Ecuador              | 68,2                                                               | 69,5                                                               | 79,8                                                               | 85,5                                                               | 19,3                                                               | 16,9                                                               | 12,9                                                               | 9,5                                                                | 8,9                                                                | 11,3                                                               | 4,8                                                                | 3,1                                                                | 3,6                                                                | 2,3                                                                | 2,5                                                                | 1,2                                                                |
| El Salvador          | 44,0                                                               | 39,2                                                               | 50,3                                                               | 51,8                                                               | 38,3                                                               | 37,0                                                               | 35,8                                                               | 32,4                                                               | 16,3                                                               | 20,2                                                               | 11,8                                                               | 14,6                                                               | 1,4                                                                | 3,6                                                                | 2,1                                                                | 1,2                                                                |
| Guatemala            | 42,8                                                               | 41,4                                                               | 42,9                                                               | 54,1                                                               | 46,1                                                               | 43,0                                                               | 44,1                                                               | 34,6                                                               | 11,1                                                               | 13,7                                                               | 11,0                                                               | 8,8                                                                | 0,0                                                                | 1,9                                                                | 2,0                                                                | 2,5                                                                |
| Honduras             | 48,0                                                               | 38,3                                                               | 43,7                                                               | 51,3                                                               | 36,9                                                               | 43,3                                                               | 42,8                                                               | 33,6                                                               | 15,0                                                               | 16,5                                                               | 12,4                                                               | 14,5                                                               | 0,0                                                                | 1,9                                                                | 1,1                                                                | 0,6                                                                |
| México               | 73,4                                                               | 74,0                                                               | 79,4                                                               | 82,7                                                               | 7,0                                                                | 5,6                                                                | 8,6                                                                | 6,5                                                                | 14,7                                                               | 14,8                                                               | 9,3                                                                | 7,1                                                                | 4,9                                                                | 5,6                                                                | 2,7                                                                | 3,7                                                                |
| Nicaragua            | 45,0                                                               | 45,0                                                               | 46,9                                                               | 52,6                                                               | 38,8                                                               | 38,8                                                               | 38,4                                                               | 35,4                                                               | 14,0                                                               | 13,5                                                               | 12,6                                                               | 9,6                                                                | 2,2                                                                | 2,2                                                                | 2,1                                                                | 2,4                                                                |
| Panamá               | 33,9                                                               | 52,5                                                               | 61,9                                                               | 73,7                                                               | 55,8                                                               | 30,3                                                               | 24,5                                                               | 15,8                                                               | 10,3                                                               | 13,6                                                               | 10,2                                                               | 4,7                                                                | 0,0                                                                | 3,6                                                                | 3,4                                                                | 5,8                                                                |
| Paraguay             | 85,7                                                               | 84,3                                                               | 86,4                                                               | 89,9                                                               | 7,4                                                                | 7,1                                                                | 9,2                                                                | 5,8                                                                | 6,3                                                                | 6,8                                                                | 2,2                                                                | 2,3                                                                | 0,6                                                                | 1,8                                                                | 2,2                                                                | 2,0                                                                |
| Perú                 | 67,2                                                               | 70,2                                                               | 72,2                                                               | 78,4                                                               | 22,7                                                               | 19,1                                                               | 16,9                                                               | 15,8                                                               | 7,5                                                                | 8,1                                                                | 7,7                                                                | 4,0                                                                | 2,6                                                                | 2,6                                                                | 3,2                                                                | 1,8                                                                |
| República Dominicana | 30,1                                                               | 53,0                                                               | 57,2                                                               | 79,8                                                               | 50,8                                                               | 22,8                                                               | 27,8                                                               | 11,2                                                               | 18,7                                                               | 22,7                                                               | 12,6                                                               | 8,6                                                                | 0,0                                                                | 1,5                                                                | 2,4                                                                | 0,4                                                                |
| Uruguay              | 37,8                                                               | 33,7                                                               | 37,7                                                               | 38,1                                                               | 5,2                                                                | 9,1                                                                | 9,3                                                                | 5,6                                                                | 52,0                                                               | 52,1                                                               | 48,6                                                               | 52,7                                                               | 5,0                                                                | 5,1                                                                | 4,4                                                                | 3,6                                                                |
| Venezuela            | 48,1                                                               | 64,1                                                               | 78,0                                                               | 81,4                                                               | 31,6                                                               | 22,4                                                               | 14,1                                                               | 2,6                                                                | 14,0                                                               | 8,4                                                                | 5,5                                                                | 6,6                                                                | 6,3                                                                | 6,2                                                                | 2,4                                                                | 9,4                                                                |
| Latinoamérica        | 53,8                                                               | 55,8                                                               | 63,4                                                               | 68,9                                                               | 25,3                                                               | 21,4                                                               | 20,6                                                               | 14,8                                                               | 17,5                                                               | 17,6                                                               | 12,4                                                               | 12,4                                                               | 3,4                                                                | 5,2                                                                | 3,6                                                                | 3,9                                                                |

Nota: No hubo datos de Latinobarometro para  Nicaragua en 2023.

### Catolicismo
| Catolicismo          | Catolicismo | Catolicismo | Catolicismo | Catolicismo | Catolicismo | Catolicismo        |
| País                 | 2023        | 2020        | 2015        | 2010        | Crecimiento | Población Estimada |
| -------------------- | ----------- | ----------- | ----------- | ----------- | ----------- | ------------------ |
| Paraguay             | 85,7        | 84,3        | 86,4        | 89,9        | 4,2         | 5 235 964          |
| México               | 73,4        | 74,0        | 79,4        | 82,7        | 9,3         | 92 494 293         |
| Ecuador              | 68,2        | 69,5        | 79,8        | 85,5        | 17,3        | 11 552 388         |
| Argentina            | 67,8        | 54,6        | 77,5        | 75,9        | 8,1         | 31 218 308         |
| Perú                 | 67,2        | 70,2        | 72,2        | 78,4        | 11,2        | 22 705 931         |
| Bolivia              | 65,9        | 64,7        | 75,0        | 76,0        | 10,1        | 8 030 626          |
| Colombia             | 64,8        | 70,2        | 75,9        | 75,6        | 10,8        | 33 797 252         |
| Chile                | 57,4        | 52,6        | 48,9        | 61,4        | 4,0         | 11 457 550         |
| Brasil               | 53,6        | 54,7        | 57,8        | 65,6        | 12,0        | 108 841 506        |
| Venezuela            | 48,1        | 64,1        | 78,0        | 81,4        | 33,3        | 13 871 318         |
| Honduras             | 48,0        | 38,3        | 43,7        | 51,3        | 3,3         | 4 706 878          |
| Nicaragua            | 45,0        | 45,0        | 46,9        | 52,6        | 7,6         | 3 004 543          |
| El Salvador          | 44,0        | 39,2        | 50,3        | 51,8        | 7,8         | 2 797 995          |
| Guatemala            | 42,8        | 41,4        | 42,9        | 54,1        | 11,3        | 7 533 840          |
| Uruguay              | 37,8        | 33,7        | 37,7        | 38,1        | Sin cambios | 1 301 931          |
| Panamá               | 33,9        | 52,5        | 61,9        | 73,7        | 39,8        | 1 509 657          |
| República Dominicana | 30,1        | 53,0        | 57,2        | 79,8        | 49,7        | 3 238 768          |
| Costa Rica           | 47,0        | 54,8        | 61,6        | 67,0        | 40,2        | 1 351 844          |
| Latinoamérica        | 53,8        | 55,8        | 63,4        | 68,9        | 15,1        | 364 650 592        |

### Protestantismo
| Protestantismo       | Protestantismo | Protestantismo | Protestantismo | Protestantismo | Protestantismo | Protestantismo     |
| País                 | 2023           | 2020           | 2015           | 2010           | Crecimiento    | Población Estimada |
| -------------------- | -------------- | -------------- | -------------- | -------------- | -------------- | ------------------ |
| Costa Rica           | 53,0           | 27,0           | 23,6           | 21,6           | 34,7           | 2 839 882          |
| Panamá               | 55,8           | 30,3           | 24,5           | 15,8           | 40,0           | 2 484 922          |
| República Dominicana | 50,8           | 22,8           | 27,8           | 11,2           | 39,6           | 5 466 094          |
| Guatemala            | 46,1           | 43,0           | 44,1           | 34,6           | 11,5           | 8 114 720          |
| Nicaragua            | 38,8           | 38,8           | 38,4           | 35,4           | 3,4            | 2 590 584          |
| El Salvador          | 38,3           | 37,0           | 35,8           | 32,4           | 5,9            | 2 435 528          |
| Honduras             | 36,9           | 43,3           | 42,8           | 33,6           | 3,3            | 3 618 412          |
| Venezuela            | 31,6           | 22,4           | 14,1           | 2,6            | 29,0           | 9 112 965          |
| Brasil               | 27,0           | 26,2           | 23,8           | 22,2           | 4,8            | 54 826 878         |
| Perú                 | 22,7           | 19,1           | 16,9           | 15,8           | 6,9            | 7 670 009          |
| Bolivia              | 20,0           | 21,4           | 19,6           | 18,0           | 2,0            | 2 437 215          |
| Ecuador              | 19,3           | 16,9           | 12,9           | 9,5            | 9,8            | 3 269 224          |
| Colombia             | 17,5           | 17,2           | 16,8           | 13,9           | 3,6            | 9 127 344          |
| Chile                | 10,0           | 8,8            | 9,3            | 18,5           | 8,5            | 1 757 400          |
| Paraguay             | 7,4            | 7,1            | 9,2            | 5,8            | 1,6            | 452 113            |
| México               | 7,0            | 5,6            | 8,6            | 6,5            | 0,5            | 8 820 981          |
| Argentina            | 6,6            | 8,5            | 10,2           | 8,2            | 1,7            | 3 038 950          |
| Uruguay              | 5,2            | 9,1            | 9,3            | 5,6            | Sin cambios    | 179 101            |
| Latinoamérica        | 25,3           | 21,4           | 20,6           | 14,8           | 10,5           | 128 242 322        |

### Irreligión
| Irreligión           | Irreligión | Irreligión | Irreligión | Irreligión | Irreligión  | Irreligión         |
| País                 | 2023       | 2020       | 2015       | 2010       | Crecimiento | Población Estimada |
| -------------------- | ---------- | ---------- | ---------- | ---------- | ----------- | ------------------ |
| Uruguay              | 52,0       | 52,1       | 48,6       | 52,7       | Sin cambios | 1 791 016          |
| Chile                | 31,6       | 37,4       | 36,1       | 18,5       | 13,1        | 6 307 640          |
| Argentina            | 22,8       | 36,0       | 9,5        | 13,3       | 9,5         | 10 498 192         |
| República Dominicana | 18,7       | 22,7       | 12,6       | 8,6        | 10,1        | 2 012 125          |
| Costa Rica           | 16,9       | 14,6       | 12,6       | 9,4        | 7,5         | 852 469            |
| Colombia             | 16,4       | 10,8       | 7,1        | 8,7        | 7,7         | 8 553 625          |
| El Salvador          | 16,3       | 20,2       | 11,8       | 14,6       | 1,7         | 1 036 530          |
| Brasil               | 15,8       | 13,9       | 14,0       | 9,3        | 6,5         | 32 083 876         |
| Honduras             | 15,0       | 16,5       | 12,4       | 14,5       | 0,5         | 1 470 899          |
| México               | 14,7       | 14,8       | 9,3        | 7,1        | 7,6         | 18 524 061         |
| Nicaragua            | 14,0       | 13,5       | 12,6       | 9,6        | 4,4         | 934 746            |
| Venezuela            | 14,0       | 8,4        | 5,5        | 6,6        | 7,4         | 4 988 866          |
| Guatemala            | 11,1       | 13,7       | 11,0       | 8,8        | 2,3         | 1 953 869          |
| Panamá               | 10,3       | 13,6       | 10,2       | 4,7        | 5,6         | 458 686            |
| Bolivia              | 9,7        | 9,2        | 4,3        | 4,8        | 4,9         | 1 182 049          |
| Ecuador              | 8,9        | 11,3       | 4,8        | 3,1        | 5,8         | 1 507 569          |
| Perú                 | 7,5        | 8,1        | 7,7        | 4,0        | 3,0         | 2 534 144          |
| Paraguay             | 6,3        | 6,8        | 2,2        | 2,3        | Sin cambios | 384 907            |
| Latinoamérica        | 17,5       | 17,6       | 12,4       | 12,4       | 5,1         | 97 075 269         |

## Cristianismo
América Latina es una de las regiones más Cristiana del mundo, en porcentaje de autoidentificación es la más cristiana del mundo (+80%), y en cuanto a compilación de bautismos y registros eclesiales es la segunda región más cristiana detrás de la Europa meridional (ambas con más de 90%). 

### Catolicismo
El primer contacto con el Cristianismo vendría por medio de la Iglesia Católica. En Hispanoamérica, empezó hacia 1492 por los 4 viajes al mando Cristóbal Colón encomendadas por la devota Reina católica Isabel I de Castilla, habiendo episodios de descontento y confrontación entre la Monarquía española y Colón, luego de la oficialización de la presencia española en las América, los Reyes tenían como nominal prioridad la evangelización de las tribus americanas así como de los esclavos africanos, sin embargo al continuar la exploración continental se descubrieron fosas de oro y otros minerales preciosos que eran la verdadera prioridad monárquica debido a las altas deudas y costos de guerra con otras potencias de Europa Hubo varias vías de evangelización en la era colonial hispana, dependiendo la suerte de cada tribu, las que habían apoyado la conquista española abrazaron rápidamente el catolicismo al ser la religión que trajeron los vencedores, pero en general hubo tribus que sufrieron imposición religiosa y varios fueron masacrados pero en sus registros se les coloco como mestizos ya que las Leyes de Burgos (1512-1513) impedía la ejecución de aborígenes puros, según otros documentos, una forma de evangelizar esparcidamente fue el adoctrinamiento durante funerales por las muertes de enfermedades llegadas. Esta última, también se usó en la Brasil Portuguesa. 
En la América Lusitania, más que nada la actual Brasil, el cristianismo llegaría desde 1500 bajo otro Reino Católico, el Rey Juan III de Portugal, nombrado « el piadoso »  (1521-1557), mostró entusiasmo en predicar la Cristiandad Católica a los indígenas y esclavos ya traídos en masa que quedaron bajo el asentamiento de la Monarquía Portuguesa. Algunos Cronistas consideran que en el Imperio Portugués, la esclavitud y evangelización estuvieron estrechamente ligadas y los sacerdotes contaban con sus cuotas de servidumbre especialmente nativas y africanas, además que la evangelización hacia los animistas (nativos y africanos) fue más ruda.
Respecto a las Antillas francófonas, el Cristianismo llegó con expediciones españolas y asentamientos de corta duración, sin embargo, al igual que Inglaterra, Francia redujo la presencia española en el Caribe durante el XII, por medio de tratados económicos más bien condicionantes, producto de las deudas de la Corona Española. Los colonos franceses eran conocidos por ser severos explotadores hacia los pueblos dominados dejándoles en condiciones de alta mortalidad, por lo que la Monarquía francesa mandaba misioneros y curas con el mismo afán evangelizador.

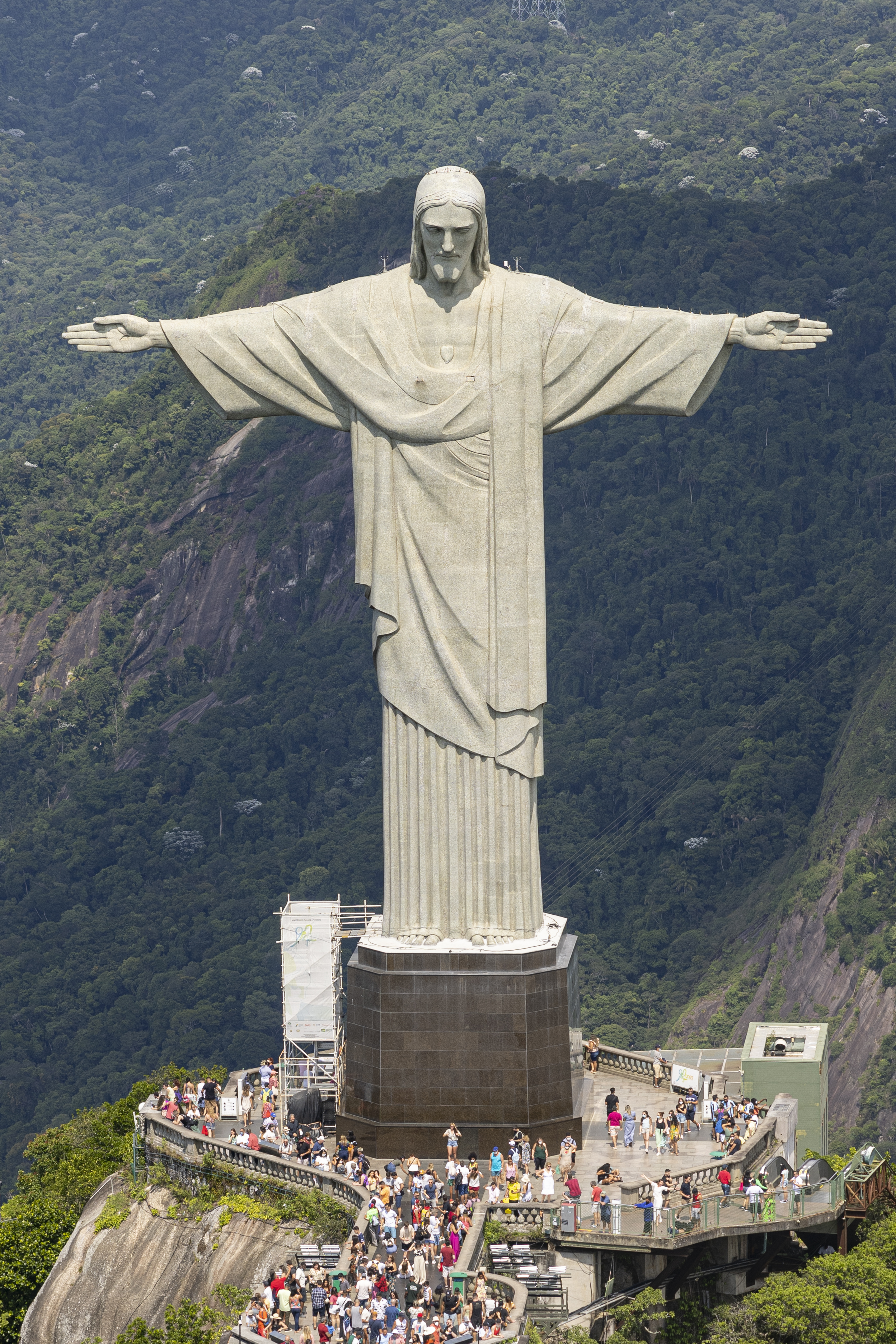
Brasil es el país con mayor número de Católicos en el Mundo, el Cristo Redentor de Río de Janeiro es una semblanza histórica del Catolicismo en América Latina

### Protestantismo
La llegada del Protestantismo en territorios de América Latina fue a través del asentamiento de la familia Luterana Welsares en la costa norte de la actual Venezuela desde 1528 y cancelada 29 años después. También, durante el XII, la avanzada británica, holandesa y grupos independientes de franceses hugonotes en el continente americano supuso para los objetivos, sobre todo del Imperio hispano, muchos obstáculos de corte político y también religiosos, el punto de más alto conflicto fue en el área del Caribe y en las cosas norteñas de América Central.
Como actividad misionera, las comunidades misioneras aprovecharon el fin de Imperios Católicos para expandir sus evangelizaciones durante el siglo XIX, desde el inicio eran dinámicos, fundaron iglesias rápidamente y se esforzaron en aprender las dominantes lenguas romances junto con la traducción de las Biblias reformadas. Sin embargo, dentro de las masas poblaciones no lograron expandirse, las razón debían a que el Protestantismo, cuya visión de la Biblia y vida cristiana es muy distinta al Catolicismo supusieron problemas de entendimiento o confrontación entre aldeanos y misioneros. Para 1910, los protestantes a nivel regional eran apenas 300 mil y el 70% eran inmigrantes y descendientes protestantes.
El ascenso del Protestantismo en América Latina ocurriría a partir de 1940 y las misiones protestantes serían de las primeras en utilizar los crecientes medios masivos de comunicación. Se estimó que entre 1940 y 1970, el crecimiento de los protestantes pasó de 3 a 8 millones; la última cifra solamente cuentan las denominaciones protestantes históricas. Los países donde más crecieron fueron Brasil, Chile, Cuba (interrumpida por la revolución), Guatemala, Haití, Puerto Rico (USA) y Nicaragua. A partir de la segunda mitad del XX, llegarían las denominaciones pentecostales surgidas en Estados Unidos desde finales del Siglo 19, sin embargo esta agrupación protestante tendría grandes crecimientos en todos los países de América Latina.

### Ortodoxos
Los Cristianos Ortodoxos llegarían en América Latina por medio de inmigrantes de la Europa del Este así como de cristianos coptos de África del Norte, muchos refugiados Turcos cristianos llegaron en América Latina. Se conocen tres oleadas de Inmigrantes de procedencia Ortodoxa, durante la Primera Guerra Mundial (1914-1919), las primeras décadas de instauración del Socialismo (1920-1940) y tras la caída de la URSS (1991-2000), entre ellos llegaron misioneros religiosos que se vieron interesados en evangelizar bajo esta iglesia a habitantes latinoamericanos. 
En la actualidad es difícil cuantificar la población ortodoxa, en las encuestas de identificación no representan un segmento visible a pesar de que las iglesias estiman cientos de miles de miembros. La razón se debe a que entre cristianos Ortodoxos y Católicos latinoamericanos suele haber doble-afiliación (siendo que la Iglesia Ortodoxa es teológicamente Iglesia Católica -no Papal-) o el abandono de la primera iglesia hacia la segunda que es la dominante en la región, como registro de bautizos hay casi dos millones en Brasil, más de 700 mil en Guatemala, más de 600 mil en Argentina, más de 200 mil en México y más de 70 mil en Venezuela. 

### Iglesias restauracionistas
Aunque comparten su posición anticatólica junto con los protestantes, las iglesias restauracionistas en realidad son pequeños cismas que salieron de los protestantes sean tradicionales o neo-protestantes (pentecostales). Las Iglesias Restauracionistas más numerosas en América Latina son los Testigos de Jehová, Santos de los Últimos Días, Adventistas del Sétimo Día, Iglesia Cuadrangular, Luz del Mundo y "pare de sufrir", entre otras. Por cada país, Los Testigos de Jehová y los Mormones suelen estar entre las 4.ª o 6.ª denominación cristiana más numerosa luego de la Católica y las denominaciones Protestantes Pentecostal y Bautista. Históricamente, se tiene presente la llegada de comunidades mormonas en el norte de México desde la década 1880.

## Otras religiones

### Religiones y sincretismo indígenas
Muchos latinoamericanos pueden manifestar la práctica de religiones étnicas (americanas y africanas) en su vida, ya sea menor, parcial y totalmente, mayormente entre los católicos, desde muchos habitantes que practican un cristianismo combinado con algunos elementos de culturas étnicas, pero cuya cosmovisión central es cristiana, otros habitantes que pueden alternar dos religiones (una cristiana y otra nativa), aunque su identificación prioritaria es generalmente la cristiana, y parte de los que se consideran irreligiosos, pueden interesarse en ciertos rituales o prácticas indígenas. Pocos habitantes profesan las religiones nativas en su manifestación pura, ya sea las originales americanas o las traídas de África, a excepción de Haití (país 99 % de origen africano) donde cerca del 10 % practica la religión vudú en su forma pura. En Quebec (Canadá), después de la contracultura vivida en los años 1970 y el auge de la nueva era, muchos católicos de raza blanca han sentido atracción a cultos nativos que previamente solo estaban presentes en las minorías métis (mestizos y nativos puros) y afrodescendientes.

### Religiones del Medio Oriente
El Islam únicamente tiene una importante minoría en Argentina, que representan entre 1,5 y hasta 3% según distintas fuentes, y en cantidad representarían entre medio millón y más de dos millones. Según algunas instituciones que realizan proyecciones de religión, América Latina o más que nada Centroamérica y Sudamérica serán las únicas regiones donde no habrá un crecimiento importante de la religión islam durante las próximas décadas. 
La religión Bahaí está presente en todos los países latinoamericanos, aunque porcentualmente son minorías visibles en Bolivia y Panamá, el primero con más de 200 mil miembros y el segundo cerca de 60 mil, ambos casos a cerca de 2%. 
El Judaísmo es solo representativo en Argentina y Uruguay, y regionalmente están en franca disminución.

### Religiones Asiáticas
El Budismo es representativo en Costa Rica, donde algunos estudios estiman entre 1.9 y hasta 4% (algunos budistas pueden ser clasificados como "no religiosos"). La religión budista tuvo poca trascendencia en las comunidades migratorias de Asia, pero tuvo un importante auge entre los habitantes, especialmente en la década del 2000.
Las religiones asiáticas posee importantes comunidades minoritarias en Costa Rica, Cuba, Panamá y Perú, donde experimentaron importantes llegadas especialmente de chinos y japoneses, aunque en la actualidad la mayoría de los integrantes son habitantes conversos más que migrantes o descendientes.

## Irreligión y Secularismo
En Latinoamérica y España la irreligión como porcentaje de habitantes ha crecido más que en otras parte del mundo durante el primer cuarto del XXI, con la singularidad de la Cuba comunista ex-ateísta, el único caso donde la población no religiosa ha decrecido a partir de 1995, aunque estancado entorno 41-44% desde 1971, un año después de la legalización religiosa. 
Por otro lado en países como Argentina, Chile, Nicaragua, Costa Rica, El Salvador, Honduras y República Dominicana, más de un estudio de afiliación religiosa ha obtenido un 20% o más de encuestados no afiliados, y en los casos de Chile y Argentina los estudios marcan un progresivo aumento de no religiosos, especialmente a partir de 2010, y por lo menos en una encuesta se obtuvo una cifra mayor de 30% en ambos países. Otros países que han registrado notables alzas son México, Guatemala, Brasil, Panamá, Venezuela y Colombia.  
Dentro de la región, Uruguay es un caso históricamente particular, donde la irreligiosidad más que una tendencia creciente, es una característica cultural que hereda una parte importante de la población, aunque muchos habitantes de familias religiosas pueden abandonar la religión. En el censo de 2006 el 40,5 % de 3,2 millones de habitantes se declaró sin religión, en el censo de 1908 el 37,2 % de los habitantes de esa época tampoco declararon seguir una religión. En cuanto a creencia en Dios y todo lo índole extra-físico, Uruguay y Guatemala registran las poblaciones más escépticas de Latinoamérica y el Caribe, aunque el primero tenga una cultura secular y el segundo es culturalmente muy religioso. 
Históricamente, con la excepción de Uruguay, la irreligión era muy escasa en América Latina e incluso era minoría en los círculos de poder o intelectuales. Durante el XX, la irreligión comienza a penetrar internamente en las masas católicas, tras el auge de la urbanización y las protestas contra gobiernos autoritarios, aunque la práctica religiosa en países católicos no suelen ser altas, la caída de la autoridad eclesial es un indicio de secularización interna, luego del concilio del Vaticano II, las sociedades latinoamericanas se distanciaron progresivamente de la autoridad eclesial. Sin embargo el auge del protestantismo-pentecostal y la renovación carismática católica han logrado mantener en pie la moral y cosmovisión bíblica en la sociedad latinoamericana.

## Estadísticas

#### Censos y Encuestas (2015-2021)
| Paíse                | Católicos % | Protestantes % | Otras Religiones % | Ninguna % | Fuente y año                                                              |
| -------------------- | ----------- | -------------- | ------------------ | --------- | ------------------------------------------------------------------------- |
| Argentina            | 62.9        | 15.3           | 2.9                | 19.2      | CEIL/CONICET 2019                                                         |
| Bolivia              |             |                |                    |           |                                                                           |
| Brasil               | 50          | 31             | 9                  | 10        | diario local Folha de São Paulo 2019                                      |
| Chile                | 42          | 14             | 6                  | 37        | Universidad Católica de Chile 2021                                        |
| Colombia             | 80.6        | 9.6            | 1.9                | 7.9       | Encuesta de Cultura Política 2021                                         |
| Costa Rica           | 47.5        | 19.8           | 2.7                | 27        | CIEP/UCR 2021                                                             |
| Cuba                 |             |                |                    |           |                                                                           |
| Ecuador              |             |                |                    |           |                                                                           |
| El Salvador          | 38          | 44             | 3                  | 15        | CID Gallup 2020                                                           |
| Guatemala            | 45          | 42             | 2                  | 11        | PRODATOS 2015                                                             |
| Haití                |             |                |                    |           |                                                                           |
| Honduras             | 41          | 48             | 3                  | 8         | Informe sobre libertad religiosa 2018                                     |
| México               | 77.7        | 11.2           | 0.5                | 10.6      | Censo 2020                                                                |
| Nicaragua            | 42.9        | 35.9           | 2.0                | 18.9      | M&R Consultores 2020                                                      |
| Panamá               |             |                |                    |           |                                                                           |
| Paraguay             |             |                |                    |           |                                                                           |
| Perú                 | 76          | 16.7           | 2.2                | 5.1       | Censo 2017                                                                |
| República Dominicana |             |                |                    |           |                                                                           |
| Uruguay              | 19.8        | 5              | 3                  | 71.8      | Portal Opción 2019 Archivado el 14 de octubre de 2023 en Wayback Machine. |
| Venezuela            | 69.5        | 16.4           | 8.8                | 5.3       | More Consulting 2016                                                      |

### Pew Center Research 2020
| Países               | Población Total | Cristianos % | Población Cristianos | Sin religión % | Población Sin religión | Otras religiones % | Población Otras religiones | Fuente |
| -------------------- | --------------- | ------------ | -------------------- | -------------- | ---------------------- | ------------------ | -------------------------- | ------ |
| Argentina            | 43 830 000      | 85.4%        | 37 420 000           | 12,1%          | 5 320 000              | 2,5%               | 1 090 000                  | [ 17 ] |
| Bolivia              | 11 830 000      | 94%          | 11 120 000           | 4.1%           | 480 000                | 1.9%               | 230 000                    | [ 18 ] |
| Brasil               | 210 450 000     | 88,1%        | 185 430 000          | 8,4%           | 17 620 000             | 3,5%               | 7 400 000                  | [ 18 ] |
| Chile                | 18 540 000      | 88,3%        | 16 380 000           | 9,7%           | 1 800 000              | 2%                 | 360 000                    | [ 18 ] |
| Colombia             | 52 160 000      | 92.3%        | 48 150 000           | 6.7%           | 3 510 000              | 1%                 | 500 000                    | [ 18 ] |
| Costa Rica           | 5 270 000       | 90,8%        | 4 780 000            | 8%             | 420 000                | 1,2%               | 70 000                     | [ 18 ] |
| Cuba                 | 11 230 000      | 58,9%        | 6 610 000            | 23,2%          | 2 600 000              | 17,9%              | 2 020 000                  | [ 18 ] |
| Ecuador              | 16 480 000      | 94%          | 15 490 000           | 5,6%           | 920 000                | 0,4%               | 70 000                     | [ 18 ] |
| El Salvador          | 6 670 000       | 88%          | 5 870 000            | 11,2%          | 740 000                | 0,8%               | 60 000                     | [ 18 ] |
| Guatemala            | 18 210 000      | 95,3%        | 17 360 000           | 3,9%           | 720 000                | 0,8%               | 130 000                    | [ 18 ] |
| Guyana               | 850 000         | 67.9%        | 580 000              | 2%             | 20 000                 | 30,1%              | 250 000                    | [ 18 ] |
| Haití                | 11 550 000      | 87%          | 10 040 000           | 10,7%          | 1 230 000              | 2,3%               | 280 000                    | [ 18 ] |
| Honduras             | 9 090 000       | 87,5%        | 7 950 000            | 10,5%          | 950 000                | 2%                 | 190 000                    | [ 18 ] |
| México               | 126 010 000     | 94,1%        | 118 570 000          | 5,7%           | 7 240 000              | 0,2%               | 200 000                    | [ 18 ] |
| Nicaragua            | 6 690 000       | 85,3%        | 5 710 000            | 13%            | 870 000                | 1,7%               | 110 000                    | [ 18 ] |
| Panamá               | 4 020 000       | 92,7%        | 3 720 000            | 5%             | 200 000                | 2.3%               | 100 000                    | [ 18 ] |
| Paraguay             | 7 630 000       | 96.9%        | 7 390 000            | 1,1%           | 90 000                 | 2%                 | 150 000                    | [ 18 ] |
| Perú                 | 32 920 000      | 95.4%        | 31 420 000           | 3,1%           | 1 010 000              | 1,5%               | 490 000                    | [ 18 ] |
| República Dominicana | 11 280 000      | 88%          | 9 930 000            | 10,9%          | 1 230 000              | 1,1%               | 120 000                    | [ 18 ] |
| Surinam              | 580 000         | 52,3%        | 300 000              | 6,2%           | 40 000                 | 41.5%              | 240 000                    | [ 18 ] |
| Uruguay              | 2 800 000       | 26,4%        | 793 000              | 71,8%          | 2 007 000              | 1,8%               | 50 000                     | [ 18 ] |
| Venezuela            | 33 010 000      | 89,5%        | 29 540 000           | 9,7%           | 3 220 000              | 0,8%               | 250 000                    | [ 18 ] |
| América Latina       | 653 390 000     | 89,7%        | 585 850 000          | 8%             | 52 430 000             | 2,3%               | 15 110 000                 | [ 18 ] |

### Importancia Religiosa
| País                 | Práctica religiosa | Importancia de la religión | Asistencia servicio religioso | Oración diaria | Lectura de escrituras | Diezmo | Ayuno durante la Cuaresma |
| -------------------- | ------------------ | -------------------------- | ----------------------------- | -------------- | --------------------- | ------ | ------------------------- |
| Argentina            | 29%                | 43%                        | 20%                           | 40%            | 14%                   | 19%    | 26%                       |
| Bolivia              | 46%                | 71%                        | 41%                           | 55%            | 23%                   | 41%    | 47%                       |
| Brasil               | 47%                | 72%                        | 45%                           | 61%            | 29%                   | 43%    | 34%                       |
| Chile                | 26%                | 41%                        | 19%                           | 38%            | 12%                   | 19%    | 16%                       |
| Colombia             | 53%                | 77%                        | 50%                           | 73%            | 33%                   | 41%    | 31%                       |
| Costa Rica           | 45%                | 75%                        | 51%                           | 78%            | 38%                   | 34%    | 34%                       |
| Ecuador              | 53%                | 76%                        | 38%                           | 63%            | 22%                   | 23%    | 29%                       |
| El Salvador          | 42%                | 85%                        | 61%                           | 77%            | 57%                   | 36%    | 38%                       |
| Guatemala            | 50%                | 89%                        | 74%                           | 82%            | 52%                   | 46%    | 50%                       |
| Honduras             | 44%                | 90%                        | 64%                           | 78%            | 49%                   | 39%    | 40%                       |
| Nicaragua            | 46%                | 88%                        | 55%                           | 75%            | 57%                   | 46%    | 46%                       |
| México               | 39%                | 44%                        | 45%                           | 40%            | 15%                   | 34%    | 46%                       |
| Panamá               | 50%                | 61%                        | 48%                           | 69%            | 37%                   | 29%    | 51%                       |
| Paraguay             | 51%                | 55%                        | 32%                           | 82%            | 24%                   | 26%    | 45%                       |
| Perú                 | 44%                | 72%                        | 35%                           | 51%            | 23%                   | 22%    | 30%                       |
| Puerto Rico          | -                  | 76%                        | 47%                           | 67%            | 29%                   | 28%    | 35%                       |
| República Dominicana | 44%                | 78%                        | 48%                           | 74%            | 55%                   | 26%    | 36%                       |
| Uruguay              | 15%                | 28%                        | 13%                           | 29%            | 15%                   | 11%    | 14%                       |
| Venezuela            | 45%                | 66%                        | 26%                           | 47%            | 20%                   | 27%    | 26%                       |

1. ↑  Porcentaje de quienes dicen que se consideran "Muy practicante/Practicante"
2. ↑  Porcentaje de quienes dicen que la religión es muy importante en sus vidas
3. ↑  Porcentaje de quienes dicen que asisten a servicios religiosos al menos una vez a la semana
4. ↑  Porcentaje de quienes dicen que rezan al menos una vez al día fuera de los servicios religiosos
5. ↑  Porcentaje de quienes dicen que leen o escuchan las Escrituras al menos semanalmente fuera de los servicios religiosos
6. ↑  Porcentaje de quienes dicen dar un porcentaje determinado de sus ingresos a su iglesia
7. ↑  Porcentaje de quienes dicen que evitan comer durante ciertos períodos durante los tiempos santos como la Cuaresma